# Prouzel
Prouzel és un municipi francès situat al departament del Somme i a la regió dels Alts de França. L'any 2007 tenia 492 habitants.

## Demografia

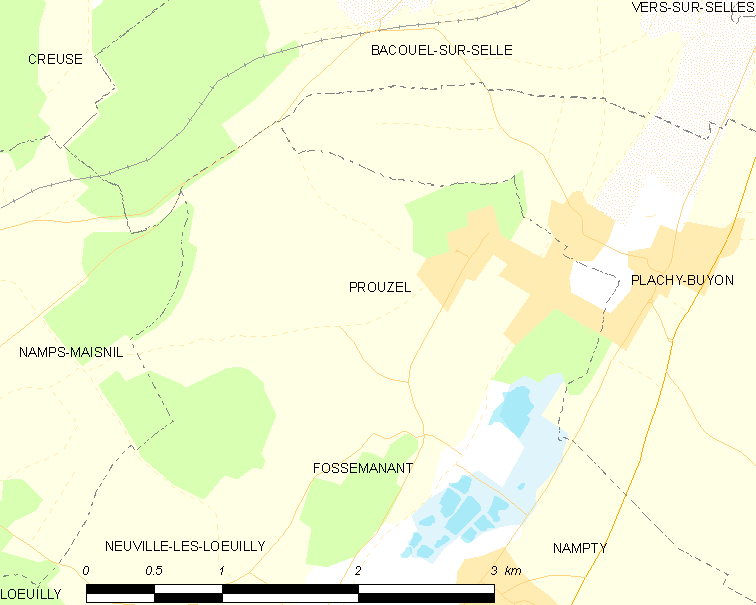
mapa del municipi

### Població
El 2007 la població de fet de Prouzel era de 492 persones. Hi havia 180 famílies de les quals 25 eren unipersonals (25 dones vivint soles i 25 dones vivint soles), 65 parelles sense fills, 82 parelles amb fills i 8 famílies monoparentals amb fills.
La població ha evolucionat segons el següent gràfic:
Habitants censats

### Habitatges
El 2007 hi havia 196 habitatges, 180 eren l'habitatge principal de la família, 2 eren segones residències i 14 estaven desocupats. 193 eren cases i 2 eren apartaments. Dels 180 habitatges principals, 159 estaven ocupats pels seus propietaris, 13 estaven llogats i ocupats pels llogaters i 8 estaven cedits a títol gratuït; 16 tenien tres cambres, 38 en tenien quatre i 126 en tenien cinc o més. 148 habitatges disposaven pel capbaix d'una plaça de pàrquing. A 64 habitatges hi havia un automòbil i a 106 n'hi havia dos o més.

### Piràmide de població
La piràmide de població per edats i sexe el 2009 era:
| Homes | Edats   | Dones |
| ----- | ------- | ----- |
| 0     | 95 o +  | 0     |
| 0     | 90 a 94 | 4     |
| 0     | 85 a 89 | 4     |
| 0     | 80 a 84 | 4     |
| 4     | 75 a 79 | 8     |
| 12    | 70 a 74 | 12    |
| 4     | 65 a 69 | 4     |
| 8     | 60 a 64 | 12    |
| 12    | 55 a 59 | 16    |
| 40    | 50 a 54 | 44    |
| 24    | 45 a 49 | 8     |
| 24    | 40 a 44 | 12    |
| 8     | 35 a 39 | 24    |
| 20    | 30 a 34 | 16    |
| 16    | 25 a 29 | 8     |
| 8     | 20 a 24 | 24    |
| 36    | 15 a 19 | 24    |
| 20    | 10 a 14 | 16    |
| 8     | 5 a 9   | 12    |
| 16    | 0 a 4   | 8     |

## Economia

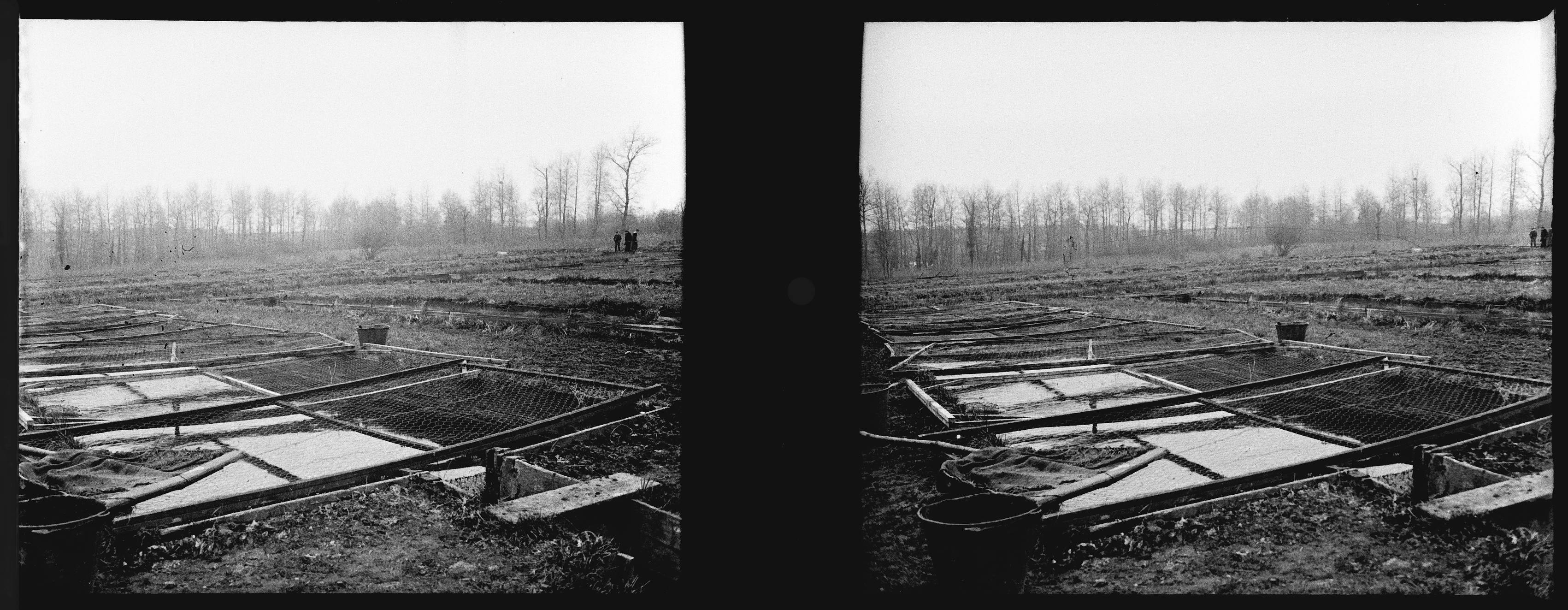

El 2007 la població en edat de treballar era de 353 persones, 247 eren actives i 106 eren inactives. De les 247 persones actives 231 estaven ocupades (125 homes i 106 dones) i 15 estaven aturades (8 homes i 7 dones). De les 106 persones inactives 35 estaven jubilades, 46 estaven estudiant i 25 estaven classificades com a «altres inactius».

### Ingressos
El 2009 a Prouzel hi havia 185 unitats fiscals que integraven 483 persones, la mediana anual d'ingressos fiscals per persona era de 23.434 €.

### Activitats econòmiques
Dels 9 establiments que hi havia el 2007, 4 eren d'empreses de construcció, 2 d'empreses de comerç i reparació d'automòbils, 1 d'una empresa de transport i 2 d'entitats de l'administració pública.
Dels 6 establiments de servei als particulars que hi havia el 2009, 1 era una oficina de correu, 3 paletes i 2 lampisteries.
L'any 2000 a Prouzel hi havia 5 explotacions agrícoles.

## Equipaments sanitaris i escolars
El 2009 hi havia una escola elemental integrada dins d'un grup escolar amb les comunes properes formant una escola dispersa.

## Poblacions més properes
El següent diagrama mostra les poblacions més properes.